# Moro (Arkansas)
Moro è un comune degli Stati Uniti d'America, situato in Arkansas, nella contea di Lee.